# Boston Consulting Group
Boston Consulting Group (talvolta abbreviata in BCG) è una società statunitense di consulenza strategica con 90 uffici in 50 paesi, fondata nel 1963 da Bruce Henderson.
Alla BCG è legata la matrice BCG, una matrice di portafoglio ideata negli anni '70.

## Storia
La società è fondata da Bruce D. Henderson, che studiò alla Vanderbilt University e alla Harvard Business School. Dopo molti anni nel dipartimento acquisti di Westinghouse a Pittsburgh (dove il comportamento dei prezzi gli ha dato l'idea della "curva dell'esperienza"), entra a far parte di Arthur D. Little a Cambridge, nel Massachusetts.  Nel 1963 è assunto dalla Boston Safe Deposit and Trust Company per formare un braccio di consulenza interna per l'organizzazione. E lì dà vita ad una divisione chiamata specializzata nella consulenza gestionale.
Henderson ha sempre pensato che in un panorama competitivo in cui erano presenti società di consulenza più grandi e più conosciute, BCG doveva ritagliarsi un'identità distintiva concentrandosi sulla specializzazione. Così nel 1966 BCG diventa la prima società di consulenza strategica occidentale ad aprire un ufficio in Giappone.  Si espande quindi in Europa negli anni settanta, aprendo uffici a Londra, Parigi, Monaco e Milano. Nel 1975 Henderson organizza, grazie al "Employee Retirement Income Security Act" del 1974 un piano di azionariato dei dipendenti per comprare azioni BCG da The Boston Company, la società madre di Boston Safe Deposit.  L'acquisizione si completa nel 1979 (cinque anni prima del previsto), con il risultato che la società diventa interamente di proprietà dei suoi dipendenti. Quando Henderson si dimette da presidente e amministratore delegato nel 1980, BCG ha sette uffici e 249 consulenti. Rimane presidente fino al 1985, quando si ritira ufficialmente.
Nell'aprile 2015 la società lancia il BCG Henderson Institute in onore del suo fondatore, Bruce D. Henderson, per il suo centesimo compleanno. L'istituto è stato classificato come il terzo best-think tank globale dall'Università della Pennsylvania nel gennaio 2018.
Nel maggio 2021, BCG ha eletto Christoph Schweizer come CEO, in sostituzione di Rich Lesser, che ad oggi ricopre il ruolo di Global Chair. Nel 2025, Schweizer è stato rieletto per un secondo mandato di quattro anni.

## BCG Italia
In Italia, BCG ha la sua sede principale a Milano presso il Palazzo Generali, accanto al Duomo. 
Nel 2024, BCG ha inaugurato la nuova sede di Roma, situata nel Rione XVII Sallustiano, nella residenza storica del Villino Florio. 
La società conta circa 1.000 persone operanti presso le sedi italiane.

## Pubblicazioni
Ogni anno BCG pubblica (e distribuisce a ciascuna delle 82 sedi nel mondo) articoli, report, ricerche e studi su diversi mercati e tematiche sia di forte attualità, sia che esse siano emergenti o appena delineate all'orizzonte.